# Pobřežní Sališové

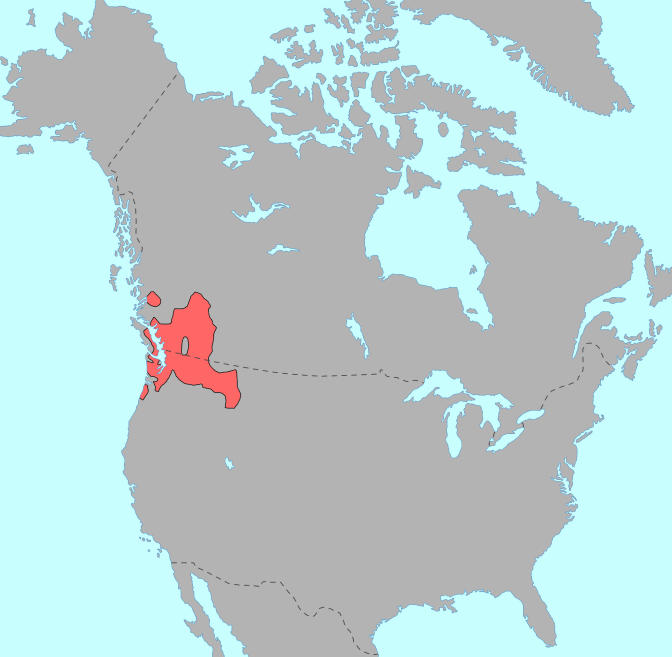
Původní rozšíření sališských jazyků

Pobřežní Sališové nebo Pobřežní Salishové je kulturní a etnografické označení skupiny indiánských kmenů žijících v kanadské provincii Britská Kolumbie a amerických státech Washington a Oregon, kteří hovoří jedním z jazyků této skupiny.
Ačkoliv indiáni z kmene Nuxálk (známi i pod názvem Bella Coola) jsou v této skupině zahrnutí z etnografického hlediska, jejich jazyk se z lingvistické stránky nepovažuje za jazyk Pobřežních Sališů. Jazyky Pobřežních Sališů patří do skupiny sališských jazyků, avšak žádný kmen nebo jazyk s názvem pobřežní sališ, či pobřežní saliština neexistuje.

## Historie
Následuje seznam důležitých historických událostí především z americké perspektivy. Kanadští Pobřežní Sališové na tom byli ekonomicky obdobně, ale jejich politická a vyjednávací zkušenost byla odlišná.
- cca 9 000 – 8 000 př. n. l. – Založena osada Xá:ytem nedaleko Mission v Britské Kolumbii.
- 6. stol. n. l. – Významné osady na břehu ústí řeky Duwamish do Elliottova zálivu.
- 15. stol. – Stavba kamenných zdí pro obranné i jiné účely podél Fraserova kaňonu.
- 1792 – Krátký kontakt s Vancouverovou expedicí, který vytvořili především Squamišové.
- 1810-20 – Obchod s kožešinou se přesouvá do jižnějších oblastí.
- 1810-60 – Severnější kmeny, především Laich-kwil-tachové a Hajdové, útočí na jižní kmeny z pobřeží Georgijské úžiny a Pugetova zálivu.
- 1824 – John Work a jeho posádka ze Společnosti Hudsonova zálivu prozkoumala centrální pobřeží Georgijské úžiny a Pugetova zálivu.
- 1827 – Postavena pevnost Fort Langley, jejíž přítomnost zrychlila kontakt a obchod mezi Společností Hudsonova zálivu a Sto:ly.
- 1833 – Postavena pevnost Fort Nisqually, kterou Společnost Hudsonova zálivu umístila mezi Olympii a Tacomu. Její přítomnost urychlila kontakt a obchod mezi Společností Hudsonova zálivu a jižními kmeny skupiny. S přibývajícím kontaktem dochází ke změně sociální struktury kmenů. Indiánští obchodníci a jejich ekonomika ale nechtěla evropské nástroje. Obchodním zbožím byly přikrývky, ozdoby, zbraně a náboje.
- 1839 – Katoličtí misionáři přicházejí na pobřeží Pugetova zálivu. Jen o pár let později se zmenšil zájem, neuspěli ani methodističtí misionáři.
- 1840 – Církve si rozdělili půdu mezi sebou na základě federální Mírové smlouvy.
- 1854-55 – Doba dohod a rezervací – některé kmeny se nezúčastnily, jiné vyjednávání zrušily.
- 1855 – Založena Muckleshootská rezervace.
- 1850-70 – Tradičních zásob je stále méně a méně. Práce na pilách a v obchodu s přírodními zdroji pokračuje. Indiánští muži pracují jako dřevorubci, v mlýnech, nebo jako rybáři. Ženy prodávají proutěné zboží a korýše.
- 1870-80 – Práce na chmelových polích na pobřeží zálivu roste, původní obyvatelé se zapojují také do pěstování žampionů.
- 1880-90 – Vztahy mezi bělochy a původními obyvateli se rychle mění, práce v rybaření ubývá.
- 1885 – Kanadská legislativa doplňuje Indiánskou listinu a zakazuje potlač. Stejné omezení platí ve Spojených státech o pár let později.
- 1934 (USA) a 1951 (Kanada) – Oficiální zákaz potlače je zrušen, okamžitě začíná obrození.
- 1960-70 – Obrození kmenové kultury si vyžádalo veřejné akce za vyjednávací práva.
- 1960-80 – Zaměstnanost v rybaření hodně klesá, s automatizací klesá také práce v dřevozpracujícím průmyslu.
- 1974 – Soudce George Hugo Boldt rozhodl na základě Point-Elliottské smlouvy z roku 1855 o tom, že kmeny z pobřeží Pugetova zálivu mají právo na rybolov.
- 1970-dodnes – Mnoho federálně uznaných kmenů vyvinulo ekonomickou samostatnost v nezdaněném obchodu s tabákem, provozu kasin a rybolovu. Existující neuznané kmeny pokračují v legálním businessu a kulturním rozvoji za cílem federálního uznání.

### Počet obyvatel
Mezi velkými ztrátami kvůli nemocem vyčnívá zejména neštovicová epidemie z roku 1862, která zabila zhruba polovinu postižené populace. Historické archivy dokazují, že vládní politika pouze urychlila šíření epidemie a neudělala nic pro záchranu životů původních obyvatel. Pokles počtu obyvatel mezi lety 1774 a 1874 dosáhl 66 procent.
- Před vlnou nemocí: 12 600 příslušníků
- 1850: zhruba 5 000
- 1885: méně než 2 000
- 1984: zhruba 18 000

## Kultura

### Sociální organizace

#### Mimo kmen
Sousedící skupiny, ať už vesnice nebo kmeny, byly spojeny manželstvími, svátky, oslavami a společnými teritorii. Vazby byly daleko silnější, když se sousedící skupiny nacházely na korytu stejné řeky. Neexistovaly zde žádné formální politické organizace.
Mimokmenové vztahy byly rozšířeny po celém území a také východně do zemí Vnitrozemských Sališů, kde je nyní východní Washington.
Existovala zde malá neformální politická organizace. Válečnictví Pobřežních Sališů se zaměřovalo především na defenzivu, příležitostně se konaly nájezdy na území, k jemuž obyvatelům neměli žádný vztah. Žádná instituce neovládala zdejší vojska.
Opravdovým nepřítelem Pobřežních Sališů byli na počátku devatenáctého století Kwakwaka'wakwové. Ti měli lepší přístup ke zbraním díky obchodu s kožešinou a podnikali na území Pobřežních Sališů nájezdy za účelem loupení nebo zisku otroků. Organizované nájezdy jako pomsty byly podniknuty několika kmeny Pobřežních Sališů.

#### Kmenová organizace
Nejvýše umístěný muž měl roli slavnostního vůdce, ale umístění se měnilo a bylo rozhodovalo o něm několik kritérií. Vesnice byly mezi sebou spojeny sňatky, většinou odešla nevěsta žít do vesnice svého ženicha. Společnost byla rozdělena na vyšší třídu, nižší třídu a otroky, o čemž se rozhodovalo dědičně. Šlechta byla určena podle rodokmenu, mezikmenovými přibuzenstvími, moudré užívání zdrojů a esoterickou znalost duchů a světa, což skloubovalo vysokou třídu, dlouhověkost, nábožnost a ekonomickou sílu. Mnoho matek Pobřežních Sališů měnilo vzhled svých dětí, když jim opatrně tvarovaly hlavy přivazováním k indiánské kolébce, což udělalo čela jejich dětí příkře skloněná.
Na rozdíl od loveckých nebo sběratelských organizací v Severní Americe byli Pobření Sališové organizovaným a hierarchickým komplexem, který se orientoval na majetek a společenské postavení.
Otroci byli obvyklou částí osad Pobřežních Sališů, kteří je brali jako normální majetek. Děti otroků se stali automaticky otroky.
Základem jejich výživy byl losos doplňovaný různými mořskými produkty.
Umění Pobřežních Sališů se stalo populárním stylem moderního umění v Britské Kolumbie a oblasti Pugetova zálivu.

### Rekreace
Hry obvykle zahrnovaly sázení na slahal, což je hra založená na hbitosti rukou, nebo na atletické soutěže. Existovaly zde hry podobné dnešnímu lakrosu, ragby a bojovým uměním.

### Víra
Víra ve strážné duchy a přeměnu z člověka na zvíře se objevovala všude v hojném počtu. Vztahy duší a zemí živých a mrtvých byly složité a proměnlivé. Duwamišové uměli obnovovat duše a pořádali mnoho oslav.

### Architektura
Vesnice Pobřežních Sališů byly postaveny z rozštěpených prken zeravu obrovského. Obsahovaly domy s hliněnou podlahou, které poskytovaly úkryt pro čtyřicet i více lidí, většinou příbuzných. Některé kmeny ale používaly i menší domy. Vesnice byly obvykle umístěny na břehu splavných řek pro možnost dopravy kánoemi. Vesnice se mohly po břehu řeky rozpínat i několik kilometrů.
Vnitřní zdi velkých domů byly vybaveny plošinami, na kterých se spalo. Nad nimi byly poličky s košemi, nářadím, oblečením a dalšími věcmi. Pod plošinami se skladovalo palivové dříví. Matrace a prostěradla byla vyrobena z pletených rákosných chomáčů a zvířecí kůže. Jídlo bylo sušeno pověšením ke stropu. Největší domy měly přehrady na oddělení rodin, vnitřní ohniště a komíny.
Bohatší indiáni stavěli nezvyklé velké domy. Old Man House v indiánské rezervaci Port Madison z roku 1850 dosahoval rozměrů 152x12-18 metrů.
Sališové později začali stavět kamenné zdi na strategických místech podél řeky Fraser, které neměly pouze obranný význam, ale také se z nich rybařilo.

### Potrava
Pobřežní Sališové si udržovali uměle vytvořené lučiny. Jižní kmeny měly daleko větší zásoby zeleniny a zvěřiny než severnější příslušníci. Základem potravy byli lososi a také ryby kakanee, které se vyskytovaly ve Washingtonově a Sammamišském jezeře. Hojně sloužili jako potrava také korýši. Mlži Saxidomus giganteus, tresus capax a rostlina jílek mámivý byly sušeny za účelem obchodu.
Lovci se dělili na mořské lovce, pevninské lovce a ptáčníky. Kachnovití ptáci byli chytáni v nocích bez měsíčního světla s užitím strategických září.
Umělé lučiny neposkytovaly prostředí pouze pro zvěřinu, ale také pro zeleninu. Nejdůležitějšími rostlinami byly hasivka orličí, camassia quamish a pro Duwamiše také sagittaria cuneata. Některé z plodin byly sklizovány naprosto unikátní metodou. Ceněnou pochoutkou byly žaludy, které ale nebyly příliš rozšířené. Na podzim se scházeli příslušníci různých kmenů na planinách u řeky Nisqually, kde je sklízeli.

## Kmeny

### Kmeny v USA
- Kaulicové (Cowlitz)
- Duwamišové (Duwamish)
- Klallamové (Klallam)
- Lummijové (Lummi)
- Muckleshootové (Muckleshoot)
- Nisquallijci (Nisqually)
- Nuksekové (Nooksack)
- Puyallupové (Puyallup)
- Quinaultové (Quinault)
- Sáničové (Saanich)
- Sammamišové (Sammamish)
- Semiahmooové (Semiahmoo)
- Silecové (Siletz)
- Dolní Skagitové (Lower Skagit)
- Horní Skagitové (Upper Skagit)
- Skokomišové (Skokomish)
- Snohomišové (Snohomish)
- Snoqualmieové (Snoqualmie)
- Squaxinové (Squaxin)
- Suquamišové (Suquamish)
- Swinomišové (Swinomish
- Tulalip (Tulalipové)